# I Am a Fugitive from a Chain Gang
I Am a Fugitive from a Chain Gang is een Amerikaanse dramafilm uit 1932 met in de hoofdrol Paul Muni. 

## Invloed van de film
De film is gebaseerd op het autobiografische boek I Am a Fugitive From a Georgia Chain Gang geschreven door Robert Elliott Burns. De auteur, een veteraan uit de Eerste Wereldoorlog,  beschrijft daarin hoe hij van een misdaad werd beticht en werd veroordeeld om te werken in een gevangeniskamp, waar hij slecht behandeld werd. Na het uitkomen van de film kwam er veel kritiek op het Amerikaanse rechtssysteem en werden veel gevangen vrij gelaten (waaronder Burns).

## Prijzen
De film werd genomineerd voor drie Oscars, onder meer in de categorieën Beste Film en Beste Acteur. In 1991 werd de film opgenomen in het National Film Registry.

## Rolverdeling
| Acteur           | Personage           |
| ---------------- | ------------------- |
| Paul Muni        | James Allen         |
| Glenda Farrell   | Marie               |
| Helen Vinson     | Helen               |
| Noel Francis     | Linda               |
| Preston Foster   | Pete                |
| Allen Jenkins    | Barney Sykes        |
| Berton Churchill | Rechter             |
| Edward Ellis     | Bomber Wells        |
| David Landau     | Gevangenisdirecteur |